# Musculi levatores costarum
De musculi levatores costarum of ribbenheffers zijn spieren die betrokken zijn bij inademen. Ze strekken en bewegen de wervelkolom zijwaarts.
Er wordt onderscheid gemaakt tussen twee typen ribbenheffers, namelijk de korte (musculi levatores costarum breves) en de lange (musculi levatores costarum longi) ribbenheffers. De korte ribbenheffers verlopen van de dwarsuitsteeksels van de wervels van de wervelkolom naar de eerstvolgende rib, terwijl de lange ribbenheffers verlopen van de dwarsuitsteeksels van de wervels naar twee ribben omlaag. De ribbenheffers worden geïnnerveerd door de nervi intercostales.